# درو هيستر
درو هيستر (بالإنجليزية: Drew Hester)‏ هو فنان إيقاعي أمريكي، ولد في 1 أغسطس 1969 في شيكاغو في الولايات المتحدة.

## وصلات خارجية
- درو هيستر على موقع ميوزك برينز (الإنجليزية)
- درو هيستر على موقع أول ميوزيك (الإنجليزية)
- درو هيستر على موقع ديسكوغز (الإنجليزية)